# Segni convenzionali negli scacchi
Nella trascrizione delle mosse giocate in una partita di scacchi, si trovano spesso dei segni convenzionali, uguali per tutti i paesi, che aiutano a commentarle.
Di seguito si riportano quelli più usati.
- Notazione essenziale:
+ scacco
++ scacco doppio
x cattura
0-0 arrocco corto
0-0-0 arrocco lungo
e.p. presa en passant
# scacco matto
- Valutazione della mossa:
 ! buona mossa
 !! mossa fortissima o molto brillante
 ? errore
 ?? errore grave
 !? mossa interessante, forse non la migliore
 ?! mossa dubbia, ma non necessariamente sbagliata
□ zugzwang (mossa forzata)
- Valutazione della posizione
= , ≈ la posizione è pari
⩲ , +/= il bianco è in posizione migliore
⩱ , =/+ il nero è in posizione migliore
± , +/- il bianco è in vantaggio
∓ , -/+ il nero è in vantaggio
+- il bianco sta vincendo
-+ il nero sta vincendo
∞ la posizione non è chiara
∞/= , =/∞ compensazione per svantaggio di materiale
- Commenti strategici
○ spazio
↑ iniziativa
↑↑ , ↻ sviluppo
→ attacco
⇄ contrattacco
Δ con l'idea di:
∇ pensata contro: